# 岡山県道60号倉敷笠岡線

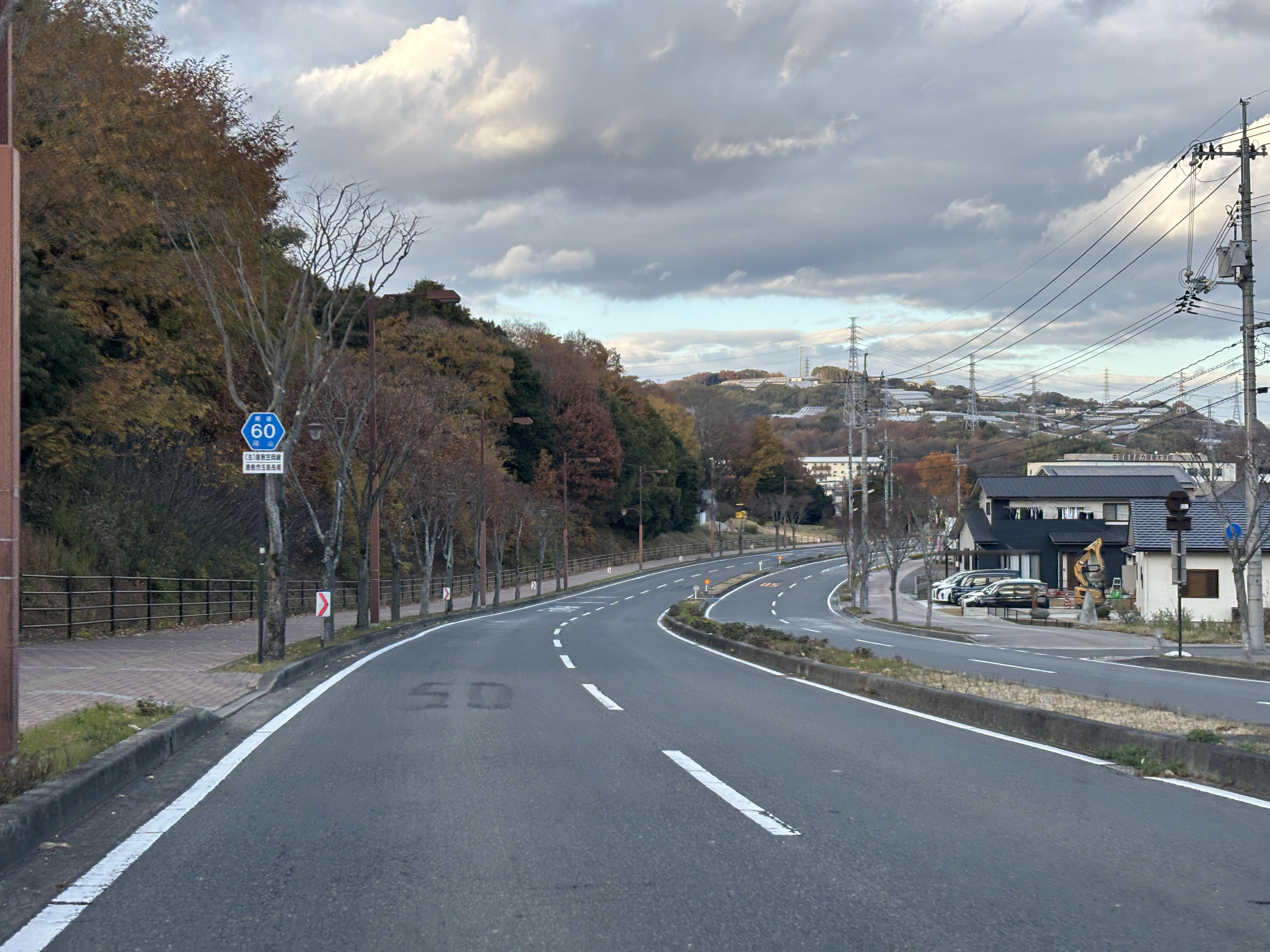
倉敷市玉島長尾付近

岡山県道60号倉敷笠岡線（おかやまけんどう60ごう くらしき かさおかせん）は、岡山県倉敷市から笠岡市に至る県道（主要地方道）である。

## 概要
国道2号と並行するかたちで倉敷市船穂地区や倉敷市玉島地区を経由し、その補完およびJR西日本山陽本線の北側地域における地区間連携の機能を担う。また、岡山市北区の岡山駅西口地域から本路線に至る都市計画道路網により岡山市と高梁川西岸地域を結ぶ幹線動脈の一部としての機能も担う。

### 路線データ
- 起点 : 倉敷市老松町5丁目（老松西交差点、国道429号交点）
- 終点 : 笠岡市五番町（五番町交差点、国道2号交点）
- 路線延長 : 実延長 34.4 km[1]

## 歴史
前身は岡山県道60号倉敷金光線、岡山県道168号関戸金光線、岡山県道285号地頭上笠岡線の各一部。

### 年表
- 1993年（平成5年）5月11日 - 建設省から、県道倉敷金光線の一部・県道関戸金光線の一部・県道地頭上笠岡線の一部が倉敷笠岡線として主要地方道に指定される[2]。
- 1994年（平成6年）4月1日 - 岡山県告示第250号により認定。
- 2005年（平成17年）8月1日 - 沿線にあった浅口郡船穂町が倉敷市に編入。
- 2006年（平成18年）3月21日 - 沿線にあった浅口郡鴨方町・金光町が浅口郡寄島町と対等合併し、浅口市が発足。
- 2011年（平成23年）11月7日 - 15時に、岡山県告示第576号・577号により倉敷市水江 - 倉敷市西阿知町西原[注釈 1]の新道が供用開始[4]。
- 2014年（平成26年）10月1日 - 14時に、岡山県告示第498号により倉敷市船穂町船穂[注釈 2]の新道 (L=900 m) が暫定2車線で供用開始[6]。
- 2022年（令和4年）6月28日 - 14時に、玉島工区の倉敷市玉島道口 - 浅口市金光町下竹間（1.1  km）が開通[7]。

## 路線状況
浅口市鴨方町鴨方 - 浅口市鴨方町小坂西間、および笠岡市今立地内には、大型車の通行が困難な狭隘区間が存在。
また、倉敷市船穂町船穂 - 倉敷市玉島長尾の区間は新道の開通に向けて工事が進行中である。

### 重複区間
- 岡山県道286号里庄地頭上線（浅口市鴨方町小坂東 - 浅口市鴨方町小坂西）
- 岡山県道288号園井里庄線 新道（笠岡市今立 - 笠岡市広浜）

### 道路施設

#### 橋梁
- 船穂橋（倉敷市西阿知町西原 - 倉敷市船穂町船穂）

延長552 m 、幅員9.8 m 、高梁川に架橋。
- 伏越跨道橋（笠岡市笠岡）

延長180 m 、幅員10.3 m。国道2号をまたぐ。

## 地理

### 通過する自治体
- 倉敷市
- 浅口市
- 笠岡市

### 交差する道路
| 交差する道路                                                     | 市町村名 | 交差する場所 | 交差する場所           |
| ---------------------------------------------------------------- | -------- | ------------ | ---------------------- |
| 国道429号                                                        | 倉敷市   | 老松町5丁目  | 老松西交差点 / 起点    |
| 岡山県道396号酒津中島線                                          | 倉敷市   | 水江         | 水江北交差点           |
| 岡山県道190号西阿知停車場線                                      | 倉敷市   | 西阿知町西原 | 西阿知駅北交差点       |
| 岡山県道428号倉敷西環状線                                        | 倉敷市   | 西阿知町西原 | 船穂橋東交差点         |
| 岡山県道279号下原船穂線                                          | 倉敷市   | 船穂町船穂   |                        |
| 岡山県道281号大曲船穂線                                          | 倉敷市   | 船穂町船穂   |                        |
| 岡山県道54号倉敷美袋線                                           | 倉敷市   | 玉島長尾     |                        |
| 岡山県道54号倉敷美袋線                                           | 倉敷市   | 玉島長尾     |                        |
| E2 山陽自動車道                                                  | 倉敷市   | 玉島長尾     | 玉島IC交差点 18 玉島IC |
| 岡山県道35号倉敷成羽線                                           | 倉敷市   | 玉島八島     |                        |
| 岡山県道35号倉敷成羽線                                           | 倉敷市   | 玉島八島     | 八島交差点             |
| 岡山県道382号本庄玉島線                                          | 浅口市   | 金光町下竹   |                        |
| 岡山県道155号鴨方矢掛線                                          | 浅口市   | 鴨方町鴨方   |                        |
| 岡山県道64号矢掛寄島線                                           | 浅口市   | 鴨方町鴨方   | 鴨方町本町交差点       |
| 岡山県道168号新賀小坂東線 岡山県道286号里庄地頭上線 重複区間起点 | 浅口市   | 鴨方町小坂東 |                        |
| 岡山県道286号里庄地頭上線 重複区間終点                           | 浅口市   | 鴨方町小坂西 |                        |
| 岡山県道434号小坂西六条院中線                                    | 浅口市   | 小坂西       |                        |
| 岡山県道288号園井里庄線 / 現道                                   | 笠岡市   | 今立         |                        |
| 岡山県道288号園井里庄線 / 新道 重複区間起点                      | 笠岡市   | 今立         |                        |
| 岡山県道288号園井里庄線 / 新道 重複区間終点                      | 笠岡市   | 広浜         |                        |
| 国道2号                                                          | 笠岡市   | 五番町       | 五番町交差点 / 終点    |

### 交差する鉄道
- 水島臨海鉄道水島本線
- 山陽本線
- 山陽新幹線

### 並行する旧街道

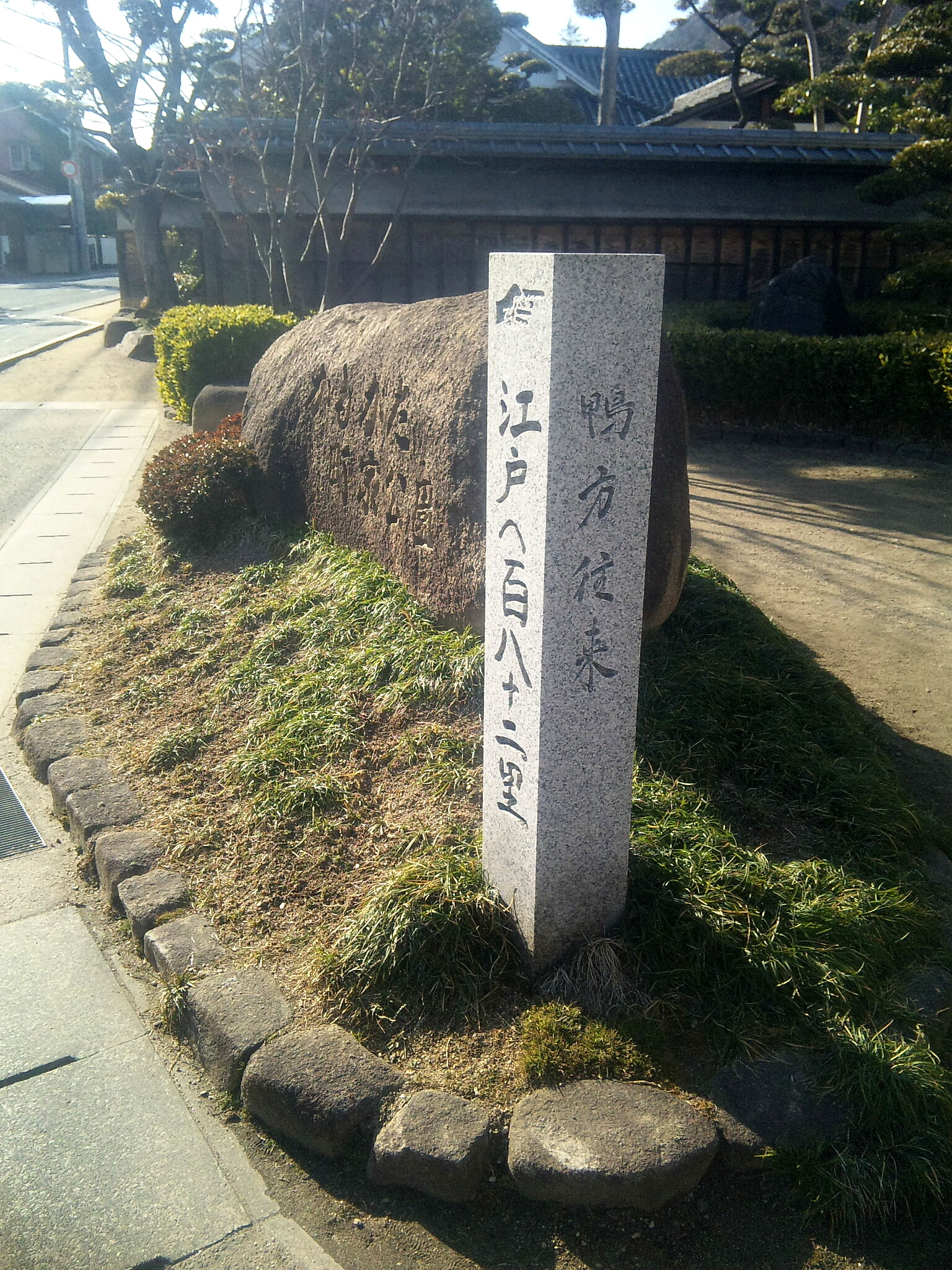
かもがた町家（まちや）公園横に設けられた道標モニュメント。（浅口市鴨方町鴨方）

- 旧鴨方往来

このうち浅口市鴨方町鴨方以東は、岡山藩の官道「岡山藩六官道」の一つ。かつての海岸線に沿った部分は、浜街道とも。

### 沿線
施設
- 倉敷市立精思高等学校（倉敷市八王子町）
- イオンモール倉敷（倉敷市水江）
- JR西日本山陽本線
  - 西阿知駅（倉敷市西阿知町）
  - 金光駅（浅口市金光町占見新田）
- 岡山県立水島工業高等学校（倉敷市西阿知町）
- 倉敷市役所船穂支所（倉敷市船穂町船穂）
- くらしき作陽大学・作陽音楽短期大学（倉敷市玉島長尾）
- JR西日本山陽新幹線・山陽本線 新倉敷駅（倉敷市玉島爪崎）
- 金光学園中学校・高等学校（浅口市金光町占見新田）
- 浅口市役所金光総合支所（浅口市金光町占見新田）
- 岡山龍谷高等学校（笠岡市笠岡）
- 笠岡市役所（笠岡市中央町）
- 笠岡港（笠岡市笠岡）

沿線の名所・旧跡・観光地
- 遍照院（倉敷市西阿知町）
- かもがた町家（まちや）公園（浅口市鴨方町鴨方）
- 鴨方陣屋跡（浅口市鴨方町鴨方） - 岡山藩支藩の鴨方藩の拠点。
- 旧小田県庁・笠岡代官所跡（笠岡市笠岡） - 現在は笠岡市立笠岡小学校の敷地になっており、門だけが校門として残されている。
- 笠岡城跡 古城山公園（笠岡市笠岡）